# 夏の感情
「夏の感情」（なつのかんじょう）は、南沙織通算12枚目のシングル。1974年6月21日発売。発売元はCBS・ソニー。

## 解説
演奏にティン・パン・アレーを迎えたナンバー。本楽曲で『第25回NHK紅白歌合戦』に出場をした（通算4回目）。その映像は、2006年6月14日発売の35周年CD-BOX『Cynthia Premium』に収められたDVDでも見ることが出来る。なお、ティン・パン・アレーがライヴのバックバンドとして参加したライヴアルバムも、本シングルリリース後程なく発売された。タイトルは『CYNTHIA IN CONCERT』（1974.7.7）で、当楽曲も収録されている。
プール上にセットされたステージで歌う姿をレコーディング音源に差し替えてミュージック・ビデオ風に仕上げた映像が、PV集『Hello!Cynthia』 （1984.11.21）に収録された。
沖縄県出身や小麦色肌の印象から「夏」のイメージをもたれやすい雰囲気があるが、タイトルに「夏」がつくシングル曲は本楽曲のみである。実際は、春や秋を歌った楽曲が多くある。
作家の泉麻人は、自身の著書『僕の昭和歌謡曲史』（2000年4月、講談社刊）内で南沙織の好きな曲のひとつとして「夏の感情」を挙げ、男性には描けない女性ならではの感覚的な歌詞が光る曲、と有馬三恵子を称えている 。

## 収録曲
両楽曲とも、作詞: 有馬三恵子、作曲・編曲: 筒美京平
1. 夏の感情（2:43）
2. 愛の序曲（3:32）

## 収録作品（LP・CD）
- 夏の感情

夏の感情（アルバム）
南沙織ヒット全曲集 -1974年版-
南沙織デラックス
南沙織ヒット全曲集 -1975年版-
Best of Best 南沙織のすべて
シンシアのハーモニー
シンシア・ラブ
THE BEST / 南沙織 -1978年11月版-
THE BEST / 南沙織 -1979年6月版-
THE BEST / 南沙織 -1979年11月版-
南沙織のすべて
南沙織ベスト Recall 〜28 SINGLES SAORI + 1〜
Cynthia Memories
GOLDEN J-POP/THE BEST 南沙織
CYNTHIA ANTHOLOGY
GOLDEN☆BEST 南沙織 筒美京平を歌う
南沙織 THE BEST 〜 Cynthia-ly
ドーナツ盤型12cmCDコレクション
Cynthia Premium
南沙織 スーパー・ベスト
GOLDEN☆BEST 南沙織 コンプリート・シングルコレクション
南沙織 スーパー・ヒット
ゴールデン☆アイドル 南沙織
CYNTHIA ALIVE
- 夏の感情 (ノンストップmix Ver.)

TSU-TSU MIX 南沙織
- 夏の感情 -Live-

CYNTHIA IN CONCERT
- 愛の序曲

夏の感情（アルバム）
Cynthia Memories
CYNTHIA ANTHOLOGY
GOLDEN☆BEST 南沙織 筒美京平を歌う
ドーナツ盤型12cmCDコレクション
Cynthia Premium
ゴールデン☆アイドル 南沙織